# Tessellis
Tessellis S.p.A. (do 2023: Tiscali S.p.A.; BIT: TIS) – włoskie przedsiębiorstwo telekomunikacyjne, z siedzibą w Cagliari, świadczące usługi telekomunikacyjne, jak również usługę dostępu do internetu na rynek lokalny (Sardynia).
Niegdyś przedsiębiorstwo prowadziło działalność w wielu krajach europejskich (w wyniku przejęcia wielu małych dostawców usług internetowych), ale w latach 2004–2009 sprzedało większościową część udziałów w tych spółkach, tracąc nad nimi kontrolę. Od 2009 roku Tiscali działa jedynie na obszarze Sardynii.

## Dyrektorzy generalni[1]
- 1998–2004 – Renato Soru
- 2004–2005 – Ruud Huisman
- 2005–2008 – Tommaso Pompei
- 2008–... – Mario Rosso